# Фед куп 2008 — Евроафричка зона
Евро/Афричка зона је једна од три зоне регионалног такмичења у Фед купу 2008.

## Прва група
Такмичење се одржало у Спортском центру у Будимпешти, Мађарска од 30. јануара. Играло се у дворани на тренима са подлогм од шљаке.
Ових 15 репрезентација су подељене у четири групе три са четири екипе и једна са три. У групи се играло по једноструком лига систему, свако са сваким по један меч. Победници група пласирају се у мини плеј оф, а екипе победнице ће у априлу месецу играти у плеј офу Светске групе II.
- Белорусија - Олга Говорцова (47), Татјана Пучек (106), Дарија Кустова (188), Има Бохуш (659)
- Бугарска - Цветана Пиронкова (75), Диа Евтимова (275), Елица Костова (759), Дора Рангелова (без. пла.)
- Данска - Каролина Возњацки (45), Хана Скак Јенсен (683), Карина Илдор Јакобсгард (без пла.), Ева Дирберг (без пла.)
- Грузија - Екатерина Горгодзе (804), Оксана Калашњикова (643), Софија Катсабаја (693), Татиа Микадзе (без. пла.)
- Уједињено Краљевство - Кејти ОБрајен (123), Ана Китавонг (135), Јелена Балтача (168), Мелани Саут (213)
- Мађарска - Агнеш Савај (20), Грета Арн (122), Кира Нађ (139), Софија Губач (388)
- Луксембург - Ан Кремер (99), Манди Минела (401), Клодин Шол (470), /
- Холандија - Никол Тисен (287), Полин Вонг (323), Аранча Рус (463), Рене Рајнхард (594)
- Пољска - Агњешка Радвањска (21), Уршула Радвањска (215), Алисја Росолска (252), Клаудија Јанс (1047)
- Португалија - Неуза Силва (202), Магали Делатр (650), Ана-Катарина Ногуеира (718), Марија Жоао Кехлер (без пла.)
- Румунија - Јоана Ралука Олару {59}, Сорана Михаела Кристеа {129}, Моника Никулеску (150), Симона Халеп (без пласмана)
- Србија - Ана Ивановић (2), Јелена Јанковић (4), Ана Јовановић (250), Теодора Мирчић (269)
- Словенија - Андреја Клепач (146), Маша Зец Пешкирић (167), Полона Херцог (390), Дијана Накић (492)
- Шведска - Софија Арвидсон (69), Јохана Ларсон (283), Михаела Јохансон (335), Нађа Рома (717)
- Швајцарска - Пати Шнидер (14), Емануеле Гаљарди (126), Стефани Фогел (193), Никол Рајнер (483)

### Резултати
|    | Група А     | Холандија | Бугарска | Луксембург | Португалија |
| 1. | Холандија   | ХХХ       | 2-0      | 2-1        | 3-0         |
| 2. | Бугарска    | 0-2       | ХХХ      | 2-1        | 3-0         |
| 3. | Луксембург  | 1-2       | 1-2      | ХХХ        | 2-0         |
| 4. | Португалија | 0-3       | 0-3      | 0-2        | ХХХ         |

|    | Група Б              | Швајцарска | Уједињено Краљевство | Данска | Мађарска |
| 1. | Швајцарска           | ХХХ        | 2-1                  | 3-0    | 2-1      |
| 2. | Уједињено Краљевство | 1-2        | ХХХ                  | 1-2    | 1-2      |
| 3. | Данска               | 0-3        | 2-1                  | ХХХ    | 0-3      |
| 4. | Мађарска             | 1-2        | 2-1                  | 3-0    | ХХХ      |

|    | Група Ц    | Белорусија | Шведска | Словенија | Грузија |
| 1. | Белорусија | ХХХ        | 1-2     | 3-0       | 3-0     |
| 2. | Шведска    | 2-1        | ХХХ     | 3-0       | 3-0     |
| 3. | Словенија  | 0-3        | 0-3     | ХХХ       | 2-0     |
| 4. | Грузија    | 0-3        | 0-3     | 0-2       | ХХХ     |

|    | Група Д  | Србија | Румунија | Пољска |
| 1. | Србија   | ХХХ    | 2-1      | 2-1    |
| 2. | Румунија | 1-2    | ХХХ      | 3-0    |
| 3. | Пољска   | 1-2    | 0-3      | ХХХ    |

### Табеле
| Табела А групе | Игр. | Доб. | Изг | Рез. | Сет   | Гем   |
| -------------- | ---- | ---- | --- | ---- | ----- | ----- |
| 1. Холандија   | 3    | 3    | 0   | 7-1  | 14-2  | 84-53 |
| 2. Бугарска    | 3    | 2    | 1   | 5-3  | 10-9  | 91-65 |
| 3. Луксембург  | 3    | 1    | 2   | 4-4  | 10-10 | 79-89 |
| 4. Португалија | 3    | 0    | 3   | 0-8  | 1-16  | 41-99 |

| Табела Б групе          | Игр. | Доб. | Изг | Рез. | Сет  | Гем    |
| ----------------------- | ---- | ---- | --- | ---- | ---- | ------ |
| 1. Швајцарска           | 3    | 3    | 0   | 7-2  | 14-7 | 112-90 |
| 2. Мађарска             | 3    | 2    | 1   | 1-3  | 10-4 | 104-76 |
| 3. Данска               | 3    | 1    | 2   | 2-7  | 6-15 | 89-105 |
| 4. Уједињено Краљевство | 3    | 0    | 3   | 5-10 | 7-13 | 80-104 |

| Табела Ц групе | Игр. | Доб. | Изг | Рез. | Сет  | Гем   |
| -------------- | ---- | ---- | --- | ---- | ---- | ----- |
| 1. Шведска     | 2    | 2    | 0   | 6-0  | 12-1 | 80-40 |
| 2. Белорусија  | 2    | 2    | 0   | 6-0  | 12-2 | 78-38 |
| 3. Грузија     | 2    | 0    | 2   | 0-6  | 1-6  | 39-81 |
| 4. Словенија   | 2    | 0    | 2   | 0-6  | 0-6  | 39-77 |

| Табела Д групе | Игр. | Доб. | Изг | Рез. | Сет  | Гем   |
| -------------- | ---- | ---- | --- | ---- | ---- | ----- |
| 1. Србија      | 2    | 2    | 0   | 4-2  | 9-7  | 83-81 |
| 2. Румунија    | 2    | 1    | 1   | 4-2  | 10-6 | 89-78 |
| 3. Пољска      | 2    | 0    | 2   | 1-5  | 4-10 | 63-76 |

Победнице група играле су меч са жребом одређеним противником. Победнице ових мечева ће 26- 27. априла играти у плеј офу за пласман у Светску групу II 2009.
Мечеви су играни 2. фебруара
| 1. екипа   | Резултат | 2. екипа  |
| ---------- | -------- | --------- |
| Србија     | 2-0      | Холандија |
| Швајцарска | 2-1      | Шведска   |

Србија и Швајцарска су се квалификовале за доигравање (плеј оф) за улазак у Светску групу II 2009.
Последње екипе у групама играће за опстанак у Првој групи Евроа/Афричке зоне 2009.
Мечеви су играни 2. фебруара
| 1. екипа             | Резултат | 2. екипа    |
| -------------------- | -------- | ----------- |
| Уједињено Краљевство | 2-0      | Португалија |
| Пољска               | 3-0      | Грузија     |

Португал и Грузија прелазе у Другу групу Евро/Афричке зоне 2009.

## Друга група
Такмичење ће се одржати на теренима Корал клуба у Талину у Естонији, на тврдој подлози у затвореном од 30. јануара. Екипе су подељене у две групе у којима игра свако са сваким. Две првопласиране екипе из обе групе наставиће такмичење за пласман у Прву групу Евро/Афричке зоне 2009. године, а последње пласиране плеј аут за опстанак у овој групи.
- Босна и Херцеговина - Мервана Југић-Салкић (236), Сандра Мартиновић (218), Дијана Стојић (без. плас.), /
- Естонија - Каја Канепи (71), Марет Ани (103), Маргит Рутел (173), Анет Шутинг (без плас.)
- Грчка - Ана Герасиму (37), Ана Куманту (657), Ирини Georgatou (без. плас.), /
- Ирска - Кели Лиган (300), Ивон Дојл (без плас.), Ен Мел (без плас.), /
- Литванија - Lina Stanciute (383), Аурелија Miseviciute (без плас.), Грета Joksyte (без плас.), Едита Liachoviciute (без плас.)
- Јужна Африка - Кели Андерсон (700), Тарин Рудман (без плас.), Este Potgieter (без плас.), Andrea Oates (без плас.)
- Турска - Пемра Озген (397), Cagla Buyukakcay (433), Ејлул Бенли (998), Асли Семизоглу (без плас.)

### Резултати
|    | Група А             | Босна и Херцеговина | Турска |     |
| 1. | Босна и Херцеговина | ХХХ                 | 3-0    | 3-0 |
| 2. | Турска              | 0-3                 | ХХХ    | 1-2 |
| 3. | Јужна Африка        | 0-3                 | 2-1    | ХХХ |

|    | Група Б   | Естонија | Литванија | Република Ирска | Грчка |
| 1. | Естонија  | ХХХ      | 3-0       | 3-0             | 3-0   |
| 2. | Литванија | 0-3      | ХХХ       | 2-1             | 2-0   |
| 3. | Ирска     | 0-3      | 1-2       | ХХХ             | 1-2   |
| 4. | Грчка     | 0-3      | 0-2       | 2-1             | ХХХ   |

### Полуфинале
Мечеви су играни 2. фебруара. Екипе победнице пласирају се у Прву групу Евро/Афричке зоне 2009.
| 1. екипа            | Резултат | 2. екипа     |
| ------------------- | -------- | ------------ |
| Естонија            | 3-0      | Јужна Африка |
| Босна и Херцеговина | 2-0      | Литванија    |

Босна и Херцеговина и Естонија ће у 2009. играти у Првој групи Евро/Аафричке зоне
Мечеви су играни 2. фебруара. Поражена екипа прелази у Трећу групу Евро/Афричке зоне 2009.
| 1. екипа | Резултат | 2. екипа |
| -------- | -------- | -------- |
| Турска   | 2-1      | Грчка    |

Екипа Грчке прелази у Трећу групу Евро/Афричке зоне 2009.

## Трећа група
Такмичење у овој групи се одржало у Јеревану у Јерменији на подлози са шљаком од 22. априла до 26. априла. Такмичило се 11 репрезентација подељених у две групе (5+6). Две првопласиране екипе ће се у 2009. години такмичити у Другој групи.

### Трећа група
- Јерменија
- Египат
- Финска
- Исланд
- Летонија
- Маурицијус
- Молдавија
- Црна Гора
- Мароко
- Норвешка
- Зимбабве

одустали Лихтенштајн и Малта
|    | Група А          | Летонија | Норвешка |     | Исланд | Зимбабве |
| -- | ---------------- | -------- | -------- | --- | ------ | -------- |
| 1. | Летонија (4-0)   | ХХХ      | 2-1      | 3-0 | 3:0    | 3:0      |
| 2. | Норвешка (3-1    | 1-2      | ХХХ      | 1-2 | 3:0    | 3:0      |
| 3. | Маурицијус (2-2) | 0-3      | 1-2      | ХХХ | 3:0    | 3:0      |
| 4. | Исланд (1-3)     | 0-3      | ХХХ      | 0-3 | 0:3    | 3:0      |
| 5. | Зимбабве (0-4)   | 0-3      | 2-1      | ХХХ | 0-3    | 0-3      |

|    | Група Б         | Мароко | Јерменија | Финска | Египат | Црна Гора | Молдавија |
| -- | --------------- | ------ | --------- | ------ | ------ | --------- | --------- |
| 1. | Мароко (5-0)    | ХХХ    | 3-0       | 3-0    | 3-0    | 3:0       | 3:0       |
| 2. | Јерменија (4-1) | 1-2    | ХХХ       | 2-1    | 3-0    | 2-1       | 3:0       |
| 3. | Финска (3-2)    | 1-2    | 1-2       | ХХХ    | 2-1    | 2:1       | 2:1       |
| 4. | Египат (2-3)    | 0-3    | 0-2       | 2-1    | ХХХ    | 2-1       | 2:1       |
| 5. | Црна Гора (1-4) | 0-3    | 1-2       | ХХХ    | 1-2    | 1:2       | 2:1       |
| 6. | Молдавија (0-5) | 0-3    | 0-3       | 1-2    | ХХХ    | 1:2       | 1:2       |

Летонија и Мароко ће у 2009. играти у Другој групи Евро/Аафричке зоне.